# Karl Zankl
Karl Zankl († 3. Oktober 1945) war ein österreichischer Fußballspieler. Auf seine Initiative hin kam es noch während des Zweiten Weltkrieges zur Wiederbelebung des ÖFB.

## Leben
Karl Zankl konnte als aktiver Fußballspieler bereits große Erfolge feiern. Er war unter anderem für Cricketer, Polizei SV sowie den Wiener Sport-Club tätig, wobei er als Mittelfeldspieler bei letzteren seinen Höhepunkt mit dem Gewinn der österreichischen Meisterschaft 1922 feierte. Auch beim ÖFB-Cupsieg 1923 der Dornbacher stand Zankl im Siegerteam, welches den SC Wacker Wien im Finale mit 3:1 bezwang.
Bekannt wurde Karl Zankl, der von Beruf Polizeihauptmann war, auch für sein Engagement für Österreich während des Zweiten Weltkriegs. Er war unter anderem in einer Widerstandsgruppe aktiv und versuchte noch vor Kriegsende, den ÖFB wiederaufzubauen. Er kümmerte sich unter anderem um die Bildung einer österreichischen Nationalmannschaft, die er provisorisch als erster Nachkriegsteamchef betreute, sowie um die Ausrichtung von Meisterschaft und Cup im Rahmen seiner Tätigkeit als provisorischer Präsident des Wiener Fußball-Verbands, den er ebenfalls selbst wieder ins Leben rief. Zankl starb am 3. Oktober 1945 während seiner Tätigkeit als ÖFB-Teamchef.
| Personendaten    | Personendaten                   |
| ---------------- | ------------------------------- |
| NAME             | Zankl, Karl                     |
| KURZBESCHREIBUNG | österreichischer Fußballspieler |
| GEBURTSDATUM     | um 1902                         |
| STERBEDATUM      | 3. Oktober 1945                 |
| STERBEORT        | Wien                            |